# Самуилова крепост (кооперация)
Вижте пояснителната страница за други значения на Самуилова крепост.
„Самуилова крепост“ е българска тютюнева кооперация, съществувала от 1924 до 1948 година в Петрич, България. Кооперацията оказва съпротива на тютюневите монополи и е важна икономическа единица в Петричко.

## История
В 1920 година в Петрич е основан земеделския синдикат „Земеделец“. В 1922 година към синдиката се основава тютюнев отдел. През 1923 година сидикатът събира 26 098 kg тютюн от реколта 1922 година. В 1923 година, след Деветоюнския преврат, синдикатът е разтурен и на 12 юли 1924 година тютюневият му клон се учредява като самостоятелна кооперация в Петрич. Първият управителен съвет на кооперацията е в състав: Илия Бижев – председател, Михаил Стоев – секретар и Христо Попниколов, Димитър Медникаров и Георги Попов – членове. Целта на кооперацията е да осъществява обща обработка и обща продажба на тютюните на членовете си. През 1924 година кооперацията приема 83 117 kg тютюни, които продава и отчита на производителите с 40 лева над търговските цени в района. Поради икономическите кризи в последващите години дейността на кооперацията намалява. Кооперацията се активизира отново в началото на 30-те години. В 1931 година тя приема 159 000 kg тютюн, а на следната 1932 година – 134 200 kg. Поради вмешателство на Българската земеделска банка, кооперацията не приема тютюни в 1933, 1934 и 1935 година. Дейността ѝ̀ е възстановена в 1936 година. В 1937 година е избран нов управителен съвет, начело със Стоян Въндев. От 1936 до 1940 година кооперацията отчита цени от 5 до 44 лв. на kg над цените на тютюните, закупени в района. В обработката на тютюните на кооперацията са заети 150 – 300 работници. Кооперацията има 303 564 kg средногодишно събран тютюн за 1941 – 1943 година. Кооперацията има триетажен склад с капацитет от 300 000 kg.
| Година | Членове | Дялов капитал  | Обработвани тютюни | Фондове    | Имоти     |
| ------ | ------- | -------------- | ------------------ | ---------- | --------- |
| 1943   | 1221    | 5 274 950 лв.  | 374 332 kg         |            |           |
| 1946   | 2792    | 31 596 751 лв. | 1 326 674 kg       |            |           |
| 1947   |         | 12 493 190 лв. |                    | 13 352 218 | 3 968 378 |

След Деветосептемврийския преврат, със Закона за национализацията от 1947 година, кооперацията се разпуска.